# Marek Widzicki
Marek Widzicki (ur. 18 września 1976 w Gdańsku) – polski piłkarz grający na pozycji pomocnika. Obecnie zawodnik GKS-u Kowale. Reprezentant Polski piłce nożnej plażowej, były reprezentant Polski w futsalu. Trener UKS Dragon Bojano – grup Trampki i Juniorzy. Czterokrotny uczestnik Euro Winners Cup. Występuje również w halowym zespole Dragon Bojano.